# Complejo funerario de Xiaohe

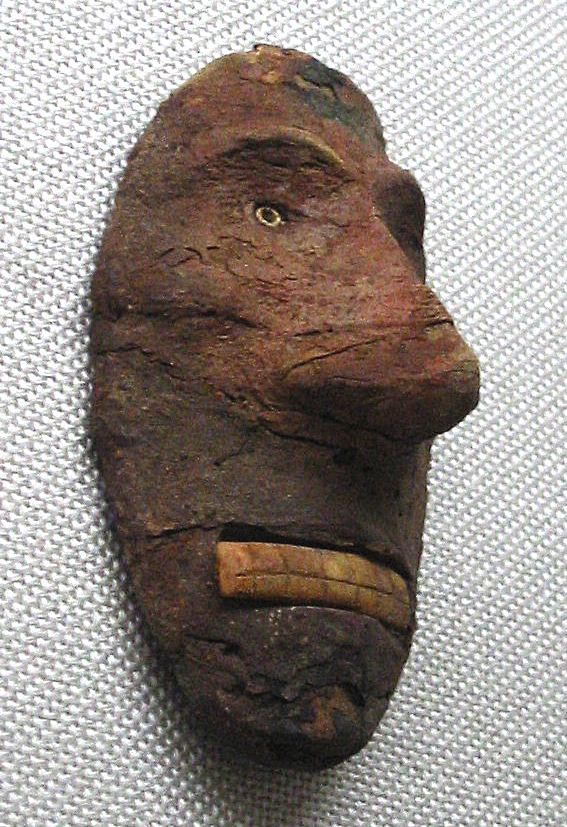
Máscara hallada en una de las tumbas. 2000 - 1000 a. C.

El complejo funeriario de Xiahoe es un yacimiento arqueológico chino del Bronce localizado junto al lago Lop Nur, en la Región Autónoma Uigur de Sinkiang. Contiene cerca de 330 sepulturas. Entre ellas se ha encontrado el mayor número de momias juntas de todo el mundo, habiéndose exhumado 30 en buen estado, conservadas en piel de buey. Unas 160 tumbas han sido expoliadas ilegalmente. Las momias son genéticamente caucasoides y las más antiguas datan del año 4000 a. C. Las investigaciones genéticas han revelado una línea paterna occidental y una línea materna mixta de eurasiáticos occidentales y orientales.
No se ha encontrado ningún asentamiento humano cercano al yacimiento, por lo que se especula que los cuerpos eran transportados hasta él desde varios puntos. El complejo fue sacado a la luz por el arqueólogo sueco Folke Bergman, quien lo descubrió en 1934.